# 1963年義大利大選

各選區選舉結果

1963年義大利大選在1963年4月28日舉行，選出義大利共和國第四屆議會成員。這次選舉義大利國會固定議員數量之後的第一次大選。選舉結果和五年前接近，天主教民主黨維持了其第一大黨的地位。